# Óscar Redondo
Óscar Redondo Olivencia (Santa Coloma de Gramenet, 14 febbraio 1974) è un allenatore di calcio a 5 ed ex giocatore di calcio a 5 spagnolo.

## Carriera
Con la nazionale maschile di calcio a 5 della Spagna ha partecipato al campionato europeo 2003, nel quale le furie rosse hanno raggiunto le semifinali. In totale, ha disputato 11 incontri con la Nazionale, realizzando una sola rete.

## Palmarès
- Campionato spagnolo: 1
Castellón: 1999-00